# Luxemburgo nos Jogos Olímpicos de Verão da Juventude de 2010
Luxemburgo participou dos Jogos Olímpicos de Verão da Juventude de 2010 em Cingapura. Sua delegação foi formada por cinco atletas que competiram em apenas dois esportes: atletismo e natação.

## Atletismo
| Evento                       | Atleta            | Qualificação | Qualificação | Final     | Final        |
| Evento                       | Atleta            | Resultado    | Posição      | Resultado | Posição      |
| ---------------------------- | ----------------- | ------------ | ------------ | --------- | ------------ |
| 400 m feminino               | Frédérique Hansen | 56.34        | 11º (4º q4)  | 56.35     | 4º (Final B) |
| Lançamento de dardo feminino | Noémie Pleimling  | 42,22        | 11º          | 46,20     | 2º (Final B) |

## Natação
| Evento                 | Atleta              | Qualificação | Qualificação | Semifinais  | Semifinais   | Final       | Final       |
| Evento                 | Atleta              | Resultado    | Posição      | Resultado   | Posição      | Resultado   | Posição     |
| ---------------------- | ------------------- | ------------ | ------------ | ----------- | ------------ | ----------- | ----------- |
| 100 m peito feminino   | Aurélie Waltzing    | 1:14.11      | 20º (2º q2)  | Não avançou | Não avançou  | Não avançou | Não avançou |
| 200 m peito feminino   | Aurélie Waltzing    | 2:37.19      | 10º (4º q3)  |             |              | Não avançou | Não avançou |
| 50 m livre masculino   | Raphaël Stacchiotti | 23.98        | 17º (6º q7)  | Não avançou | Não avançou  | Não avançou | Não avançou |
| 100 m livre masculino  | Raphaël Stacchiotti | 51.74        | 11º (3º q5)  | 51.67       | 12º (7º sf1) | Não avançou | Não avançou |
| 200 m livre masculino  | Raphaël Stacchiotti | 1:55.23      | 22º (7º q4)  |             |              | Não avançou | Não avançou |
| 100 m costas masculino | Raphaël Stacchiotti | 58.11        | 14º (4º q2)  | 57.66       | 13º (7º sf1) | Não avançou | Não avançou |
| 200 m medley masculino | Raphaël Stacchiotti | 2:04.17      | 9º (4º q4)   |             |              | Não avançou | Não avançou |
| 50 m livre feminino    | Sarah Rolko         | 27.45        | 24º (7º q9)  | Não avançou | Não avançou  | Não avançou | Não avançou |
| 100 m livre feminino   | Sarah Rolko         | 59.56        | 32º (5º q4)  | Não avançou | Não avançou  | Não avançou | Não avançou |
| 50 m costas feminino   | Sarah Rolko         | 30.26        | 7º (2º q2)   | 30.35       | 8º (3º sf2)  | 30.17       | 6º          |
| 100 m costas feminino  | Sarah Rolko         | 1:05.38      | 17º (4º q4)  | Não avançou | Não avançou  | Não avançou | Não avançou |
| 200 m costas feminino  | Sarah Rolko         | 2:21.98      | 22º (7º q3)  |             |              | Não avançou | Não avançou |